# Jeremy Brett
Jeremy Brett (* 3. November 1933 in Berkswell, damals in Warwickshire, heute in West Midlands, England; † 12. September 1995 in London; eigentlich Peter Jeremy William Huggins) war ein britischer Schauspieler.

## Leben und Werk

### Frühes Leben
Er wuchs gut behütet auf in Berkswell Grange Manor als der Sohn des vermögenden Ehepaares Lt. Colonel Henry William Huggins, DSO, MC, DL (1890–1965), eines Fabrikbesitzers und ehemaligen Armeeoffiziers, der sich im Ersten Weltkrieg verdient gemacht hatte, und der Elizabeth Edith Cadbury Butler, einem Mitglied der Cadburydynastie. Seine Mutter starb 1959 in einem Autounfall, was ihn sehr schwer traf. Er hatte drei ältere Brüder, John, Patrick und Michael. Der Schauspieler Martin Clunes ist sein Neffe.
Er besuchte das Eton College und fiel dort bereits durch seine exzellente Gesangsstimme auf, war aber wegen seiner Legasthenie „akademisch eine Katastrophe,“ wie er selbst sagte. Er wurde mit einem Sprachfehler geboren, der ihn das „r“ und das „s“ nicht korrekt aussprechen ließ, unterzog sich daher während er Eton besuchte einer Operation, und übte danach jahrelang die korrekte Aussprache. Wie sein Vater und seine Brüder war er Mitglied des sehr exklusiven, 1785 vom Earl of Aylesford gegründeten Woodmen of Arden Bogenschützenvereins.

### Schauspielkarriere
Von 1951 bis 1954 besuchte er die Central School of Speech and Drama, die damals in der Royal Albert Hall beheimatet war. Sein Vater bestand, „wegen der Familienehre“, darauf, dass er einen Künstlernamen annahm. Daraufhin nannte er sich Brett, nach „Brett & Co.“, wie es auf dem Etikett in seinem Anzug stand. Sein Debüt erfolgte 1954 im Library Theatre in Manchester. 1956 wurde er von Laurence Olivier ans Old Vic in London engagiert, wo er im selben Jahr in Troilus und Cressida erfolgreich war. Er hatte 1956 auch sein Broadwaydebüt mit der Old Vic Company als Aumerle, Sohn des Herzogs von York in Richard II. King Vidor engagierte ihn für die Rolle des Nicolai in Krieg und Frieden (u. a. mit Audrey Hepburn, Mel Ferrer und Henry Fonda).
Brett wirkte in unzähligen Theaterstücken mit, mehr als ein dutzend Mal in Shakespeare-Produktionen der Old Vic Company. So verkörperte u. a. den Macbeth, Hamlet, aber auch Dracula und Dr. Watson in The Crucifer of Blood. Für Laurence Oliviers neue National Theatre Company spielte er zwischen 1967 und 1970 sowie viermal am Broadway.
Noch ein zweites Mal trat er mit Audrey Hepburn auf, in der Filmversion von My Fair Lady – einem der erfolgreichsten Musicals seiner Zeit. Dort übernahm er den Part des „Freddy Eynsford-Hill“. Obwohl er über eine beachtliche Gesangsstimme verfügte, wurden seine Gesangsparts in My Fair Lady nicht von ihm selbst gesungen, sondern von Bill Shirley. Brett hat in weiteren Musicals mitgewirkt, so zum Beispiel 1959 in Marigold von Alan Melville oder 1960 in Johnny the Priest, für das Antony Hopkins die Musik geschrieben hat. Einen Ausflug in die Welt der klassischen Musik hat Jeremy Brett 1968 unternommen und in einer Fernsehproduktion von Franz Lehárs Operette Die lustige Witwe den Grafen Danilo Danilowitsch verkörpert. In all diesen Produktionen hat Brett selbst die Gesangsparts übernommen. Brett hatte zahlreiche Auftritte in Fernsehproduktionen und feierte 1979 in der BBC-Miniserie Rebecca als „Maxim de Winter“ einen kleinen Erfolg.

### Brett als Sherlock Holmes
Ab 1984 spielte Brett in einer Langzeit-Fernsehreihe die Rolle des Sherlock Holmes und wurde damit sehr erfolgreich. An der Seite von Edward Hardwicke, der auch in der Serie als Dr. Watson auftrat, stand er als Sherlock Holmes auf der Bühne des Wyndham’s Theatre im Londoner Westend.
Als Brett die Rolle des Sherlock Holmes übernahm, hatte er bereits eine lange Karriere als Schauspieler hinter sich. Die zwischen 1983 und 1994 von der britischen Fernsehgesellschaft Granada produzierte Sherlock-Holmes-Serie orientiert sich eng an den Vorlagen von Arthur Conan Doyle. Jeremy Brett kommt mit seiner Interpretation dem Romancharakter sehr nahe, selbst sah er seine Darstellung bereits 1989 jedoch eher kritisch, bemerkte beispielsweise, dass sein Aussehen doch weit von der Beschreibung des Sherlock Holmes in Arthur Conan Doyles Büchern entfernt sei. „Holmes bewegt sich so schnell, wie er denkt“, sagte Brett in einem Gespräch, was der gerade dabeistehende Edward Hardwicke, der an Bretts Seite mehrere Jahre lang den Dr. Watson verkörperte, mit einem „Wie Du, mein Bester, wie DU“ kommentierte. Jeremy Brett gilt heute vielen als einer der besten Sherlock-Holmes-Darsteller aller Zeiten.

### Leben
Brett heiratete 1958 die Schauspielerin Anna Massey, Tochter von Raymond Massey und Schwester von Daniel Massey, mit dem er in Eton war. Der Ehe entstammt ein Sohn namens David Huggins, der als Autor erfolgreich ist. Massey ließ sich von ihm am 22. November 1962 scheiden, nachdem er sie für einen Mann verlassen hatte. Von 1969 bis 1976 war er mit dem englischen Schauspieler Gary Bond liiert, und dann mit dem US-amerikanischen Schauspieler Paul Shenar.
1977 heiratete Brett die Produzentin Joan Wilson, die 1985 an Krebs verstarb. Brett verfiel nach Joans Tod in Depressionen, beteiligte sich aber an Wohltätigkeitsorganisationen (Heart Association, Cancer Research, Britain's Manic Depression Fellowship) und gründete zusammen mit Linda Pritchard The Jeremy Brett Memorial Fund for the Imperial Cancer Research.
In den 1980er Jahren wurde bei Brett eine manisch-depressive Erkrankung diagnostiziert, welche ihn wohl schon jahrelang begleitet hatte und die nun, nach dem Tod seiner Ehefrau, voll zum Ausbruch kam. Während einer Phase dieser Erkrankung, Ende 1987, schnitt er sich seine Haare ungewöhnlich kurz. Als unerwünschte Nebenwirkung der medikamentösen Behandlung mit Lithium in Kombination mit anderen verschriebenen Medikamenten nahm Brett durch Ödeme deutlich an Gewicht zu. Edward Hardwicke zufolge rauchte er sechzig Zigaretten am Tag, „was seine Gesundheit auch nicht förderte.“ Zudem fand er immer häufiger nach Dreharbeiten nicht mehr aus seiner Sherlock-Holmes-Rolle heraus. David Burke mutmaßte, dass die Überidentifikation Bretts mit seiner Rolle und das Festhalten daran tatsächlich seinen psychischen Verfall gefördert hat.
Jeremy Brett starb 1995 im Schlaf in seinem Haus in Clapham Common an Herzversagen. Für den darauffolgenden Vormittag war er noch zu einem Interview verabredet gewesen. Gerüchte um einen Suizid mit Schlaftabletten blieben unbestätigt. Jeremy Brett hatte in seiner Kindheit an rheumatischem Fieber gelitten und davon eine Herzklappenerkrankung mit Herzschwäche zurückbehalten.

## Filmografie (Auswahl)
- 1954: Svengali
- 1956: Krieg und Frieden (War and Peace)
- 1962: The Wild and the Willing
- 1963: The Very Edge
- 1963: Alibi des Todes (Girl in the Headlines)
- 1964: My Fair Lady
- 1964: Act of Reprisal
- 1966: Chopin and George Sand – The Creative Years (Fernsehfilm)
- 1966: Der Baron (The Baron, Fernsehserie, Folge 1x21)
- 1966–1967: The Three Musketeers (Miniserie, 10 Folgen)
- 1973: Kein Pardon für Schutzengel (The Protectors, Fernsehserie, Folge 1x21)
- 1973: A Picture of Katherine Mansfield (Fernsehserie, 6 Folgen)
- 1973: The Merchant of Venice (Fernsehfilm)
- 1974: Thriller (Fernsehserie, Folge 2x04)
- 1974: Jenny, Lady Churchill (Jennie: Lady Randolph Churchill, Miniserie, 2 Folgen)
- 1978: Der Schrecken der Medusa (The Medusa Touch)
- 1978: Der unglaubliche Hulk (The Incredible Hulk, Fernsehserie, Folge 1x05 Die Schöne und die Bestie)
- 1979: Rebecca (Miniserie, 4 Folgen)
- 1979: Hart aber herzlich (Hart to Hart, Fernsehserie, Folge 1x04)
- 1980: Kampfstern Galactica (Galactica 1980, Fernsehserie, Folge 1x06 Die Erpressung)
- 1981: Madame X (Fernsehfilm)
- 1981: Die traurigste Geschichte (The Good Soldier, Fernsehfilm)
- 1981: Die Möweninsel (Miniserie, 4 Folgen)
- 1981: Macbeth
- 1982: Killermöven greifen an (The Secret of Seagull Island)
- 1984: Love Boat (The Love Boat, Fernsehserie, Folge 7x21)
- 1985: Die Zwillingsschwestern (Deceptions, Miniserie, 2 Folgen)
- 1995: Mad Dogs And Englishmen
- 1996: Moll Flanders

Auftritte als Sherlock Holmes
- 1984–1994: Sherlock Holmes (Fernsehserie, 36 Episoden)
- 1987: Das Zeichen 4 (The Sign of Four, Fernsehfilm)
- 1988: Der Hund der Baskervilles (The Hound of the Baskervilles, Fernsehfilm)
- 1992: Der König der Erpresser (The Master Blackmailer, Fernsehfilm)
- 1993: Der begehrte Junggeselle (The Eligible Bachelor, Fernsehfilm)
- 1993: Der letzte Vampir (The Last Vampyre, Fernsehfilm)